# Skaland
Skaland est une localité du comté de Troms, en Norvège.

## Géographie
Administrativement, Skaland fait partie de la kommune de Berg.